# Magnimat
Magnimat ist der Markenname einer Legierung bzw. eines Metallverbundsystems, welches seit 1969 von den Vereinigten Deutschen Metallwerken hergestellt wird.
Magnimat ist ein dreischichtiges Material. Eine Kupfernickel-Legierung aus 75 % Kupfer und 25 % Nickel wird von beiden Seiten auf einen Nickelkern walzplattiert. Der Name leitet sich von magnetisches Material ab. Varianten sind durch eine Zahl bezeichnet (z. B. Magnimat 7), welche den Anteil des Nickelkerns an der Gesamtmasse der Münze in Prozent angibt.
Vorwiegend wird dieser Werkstoff bei der Herstellung von Münzen eingesetzt. Moderne Automaten prüfen die Echtheit einer Münze üblicherweise nicht nur anhand der Größe und des Gewichts, sondern ziehen außerdem die magnetischen Eigenschaften als Kriterium heran.
Das Verbundsystem fand bisher Anwendung z. B. beim Kern der 1-Euro-Münzen, den deutschen 2- und 5-DM-Stücken sowie als Zentrum der österreichischen bimetallischen 50-Schilling-Münzen. Nachdem 1978 der Silberpreis durch die Silberspekulation der Brüder Hunt stark gestiegen war, wurden die 5-DM-Gedenkmünzen von einer 625/1000-Silberlegierung auf Magnimat umgestellt. Auf die Otto-Hahn-Münze folgten bis 1986 14 weitere Magnimat-5-DM-Gedenkmünzen.